# Raimonds Pauls
Ojārs Raimonds Pauls (* 12. leden 1936, Riga) je lotyšský hudební skladatel, klavírista a politik. Autor především populární hudby, řadu jeho písní nazpívala Alla Pugačova (zejm. Milion růží, Maestro), Valerij Leonťjev (Zeleni svet), Laima Vaikuleová (Vernisaž), Roza Rymbajeva (Lubov nastala) ad. V letech 1988–1993 byl lotyšským ministrem kultury, 1993-1999 poradcem lotyšského prezidenta Guntise Ulmanise. Záhy se stal předsedou středové politické strany Jaunā Partija (Nová strana), která ho nominovala do prezidentských voleb roku 1999. V prvních pěti kolech hlasování (volil parlament) skončil na prvním místě, ale nakonec odstoupil, když se mu ani v jedné volbě nepodařilo získat více než třetinu hlasů. Roku 2002 vstoupil do konzervativní strany Tautas partija (Lidová strana).

## Vyznamenání

### Lotyšská vyznamenání
- komtur Řádu tří hvězd – 12. dubna 1995, Lotyšsko[1]
- velkodůstojník Řádu tří hvězd – 2016, Lotyšsko[2]
- Kříž uznání – 2008, Lotyšsko

### Ostatní vyznamenání
- Národní umělec Sovětského svazu – Sovětský svaz, 1985
- Cena leninského komsomolu – Sovětský svaz, 1981 – za hudební tvorbu pro mládež

- Řád cti – 14. října 2013, Arménie – za svůj přínos k posílení a rozvoji arménsko-lotyšských kulturních vazeb, skvělý přínos do oblasti světového hudebního umění[3][4]
- Řád cti – 2017, Gruzie
- Řád cti – 6. července 2010, Rusko – za velký přínos k posílení a rozvoji rusko-lotyšských kulturních vazeb a popularizaci ruského jazyka v Lotyšsku[5]
- rytíř I. třídy Řádu polární hvězdy – 1997, Švédsko